# Позин, Александр Владиславович
Александр Владиславович Позин (род. 7 августа 1957, Уфа) — советский и российский скульптор.

## Биография
В 1977 году окончил ленинградское художественное училище им. В. А. Серова (педагог — В. С. Новиков).
С 1977 года участвует в выставках, художественных акциях, проектах и симпозиумах.
С 1983 года — член Союза художников СССР.
С 1987 года — член творческого объединения «Деревня художников — Коломяги-Озерки-Шувалово». В 1980-х годах в этой исторически дачной местности на севере Ленинграда несколько художников поселились в полуразрушенных деревянных домах и переоборудовали их в мастерские. Среди них был и Александр Позин с женой Мариной Спивак и тестем Львом Сморгоном (также художниками). В 2014 году дом-мастерская скульптора пострадал от пожара.
Один из участников крупного группового проекта в формате книги художника — Город как субъективность художника, для которого он создал композицию «Наши в городе» (2019).

## Работы находятся в коллекциях
- Государственного Русского музея (Санкт-Петербург)[14]
- Музее игрушки (Санкт-Петербург)
- Музей современного искусства «Гараж». Коллекция книги художника. (Москва).
- Музея искусства Санкт-Петербурга (Материнство.1980)
- Музее Вадима Сидура (Москва)
- М.А.D. Gallery (Пфортцхайм)
- ЦВЗ «Манеж» (Санкт-Петербург)
- Музее «Царскосельская коллекция»
- «АRT-MARKETNG» — (Москва — Кельн)
- Музее лжи (Бабе)

и в частных коллекциях России, Великобритании, Франции, Германии, Австрии, США, Швейцарии, Лихтенштейна.

## Некоторые выставки
- 1983 — Голубая гостиная, Союз художников, Ленинград (совместно с М.Спивак и С.Аслановым)
- 1993 — «Авиасалон» — Музей городской скульптуры, СПб (совместно с Ермоловым и Хазиевым)
- 1994 — «Авиасалон 2» — Архитектурная галерея, Москва (совместно с Ермоловым)
- 1995 — «Мастерская» — музей Ахматовой, СПб (совместно с М.Спивак, И. Позиной, Е.Позиной, Л.Сморгоном)
- 1998 — «Мужское и женское» — галерея «Петрополь», СПб (совместно с М.Спивак)
- 1998 — «Смешанная техника» — галерея «Борей», СПб (совместно с М. Спивак , К.Хойсом и И.Позиной)
- 1998 — «Книжная лавка» — музей Ахматовой, СПб (совместно с М.Спивак)
- 1999 — «Петербургские мастерские», ЦВЗ «Манеж»
- 2000 — «Made in Kolomyagi» Люцерн (совместно с М.Спивак)
- 2001 — «Дерево», Русский музей
- 2001 — «Семейный портрет», музей Ахматовой
- 2003 — «Коломяги — дыра в горе — дыра во времени» музей Сидура, Москва
- 2003 — «Абстракция», Русский музей
- 2004 — «Сделано в Коломягах» — ЦВЗ «Манеж», СПб (совместно с М.Спивак)
- 2004 — «Домашние и дикие» Русский музей
- 2005 — «Коллаж». Русский музей
- 2008 — «Вода» Русский музей
- 2009 — «Микроскульптура» — галерея «ДО»
- 2010 — Деревня художников, Ц. В. З. Манеж
- 2011 — «Танец» — Русский музей
- 2011 — Paris — photo Grand Palas, Париж
- 2012 — «Плот искусства» «Современный креатив» — музей городской скульптуры
- 2013 — «Дрова и изящные искусства» Молодёжный центр Государственного Эрмитажа
- 2013 — «Art-Paris» — Grand Pallas, Paris.
- 2013 — «Приглашение к обеду», Русский музей
- 2013 — «Деревня художников в Старой деревне» Эрмитаж. К 30-летию «Деревни художников»
- 2014 — «Семейный портрет», Русский музей
- 2014 — «Коломяги в Коломне», галерея Матисс-клуб[15]
- 2015 — «Новые поступления» Русский музей
- 2015 — «Камень» Русский музей
- 2016 — «Метаморфозы», Царскосельская коллекция
- 2016 — «Про стул», МИСП
- 2016 — ЕФСИИ, Фестиваль современного искусства Екатеринбург, Ельцин-центр
- 2016 — «От звезды до воды», МИСП
- 2016 — Санкт-Петербургское биеннале, Сад дворца Бобринских
- 2016 — «Гербарий художника», IFA[16]
- 2017 — Галерея 12 июля

## Установленные работы
- По моделям Вадима Сидура: «Оставшимся без погребения», Москва, Перово[17], «Формула скорби», г. Пушкин[18][19].
- Монумент «Разрыв» на месте взрыва двух пассажирских поездов между Новосибирском и Уфой, 1991 год
- Мемориальная доска первому вице-президенту и второму президенту США Д. Адамсу, 2003 год, С.-Петербург[20]
- Скульптурная группа «Человеческие достоинства и пороки» для медицинского центра «Аллоплант», 2004—2007, г. Уфа[21]
- Памятник Ольге Берггольц, 2014, во дворе дома на Черной речке 20[22]
- 5 скульптур для Мурманск-молла, 2015

## Звания и награды
- 1989—1991 — стипендиат Союза художников.